# Els van Rooden

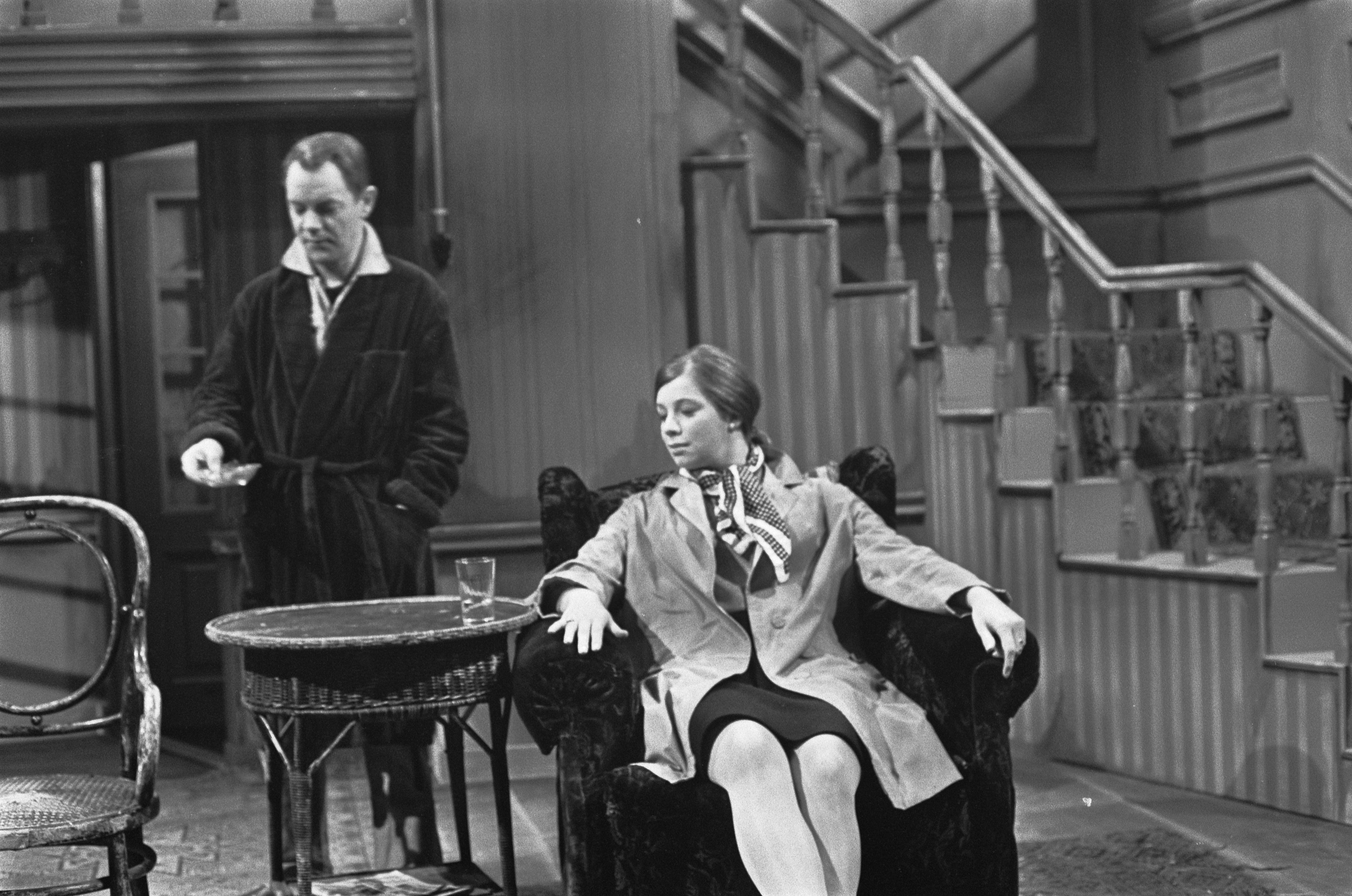
Els van Rooden met Ton van Duinhoven in 'De Thuiskomst van Pinter'

Elisabeth Gezina Mathilda Maria (Els) van Rooden (Heemstede, 31 mei 1941 – Amsterdam, 25 juni 1981) was een Nederlands actrice.
Van Rooden studeerde in 1963 af aan de Toneelacademie Maastricht. In datzelfde jaar kon ze meteen aan de slag bij Toneelgroep Centrum. Ze speelde onder andere Sartres Eerbiedige Lichtekooi, Liefde’s Loze Les, 
Een Dag uit de Dood van Verdomde Lowietje (waar ze de Cor Hermusprijs mee won), 
Tehuis, Babyfoon, Hartsgeheimen, As, Scheiden en Mata Hari.
Ze was ook te horen in tal van hoorspelen.
Op televisie was ze onder andere te zien in Ex-wonderkind (1964, KRO), Jeanne van Lotharingen (KRO), 
De verwoesting van Carthago (NCRV), Buren (KRO), Schakels (KRO), Uilenspiegel en Rinkelrooien.
Haar laatste stuk was de musical De Club, waar ze samen met onder anderen Adèle Bloemendaal, 
Jenny Arean, Annet Nieuwenhuijzen en Jes Vriens in speelde.
Op 1 juni 1965 trouwde ze met televisieregisseur Paul Pouwels. Hun dochters Barbara en 
Pieternel Pouwels werden allebei ook actrice. Els van Rooden overleed op 40-jarige leeftijd aan de gevolgen van kanker. Ze werd begraven in haar geboorteplaats.

## Hoorspelen (enkel de hoorspelen die nu nog te beluisteren zijn)
1966
- De dame uit Carthago (Rochus Spiecker - Léon Povel)

1967
- De gelukkigste dag (Richard Hey - Jan Wegter)
- Geen tijding van Angers (Henk van Kerkwijk - Willem Tollenaar)

1969
- De brug van Albert (Tom Stoppard - Willem Tollenaar)

1973
- Het gesprek (Natalia Ginzburg / Léon Povel)

1974
- De koperen tuin (hoorspel) (Simon Vestdijk - Jacques Besançon)
- Hippolytus (Euripides - Dick van Putten)
- Sarah (Jacques Jaquine - Rob Geraerds)
- Smaadschrift (Winston Graham - Rob Geraerds)
- Vorstadtlegende (Rolf Lauckner - Willem Tollenaar)

1975
- De speler (Fjodor Dostojevski - Willem Tollenaar)
- Waterpokken (Dragoslav Mihailović - Willem Tollenaar)

1976
- Eén zomer nog (Joan Timothy - Rob Geraerds)

1977
- De pruik (Nathalia Ginzburg - Willem Tollenaar)

1979
- Mensenhaat en berouw (August van Kotzebue - Louis Houët)